# Seznam nizozemských ponorek

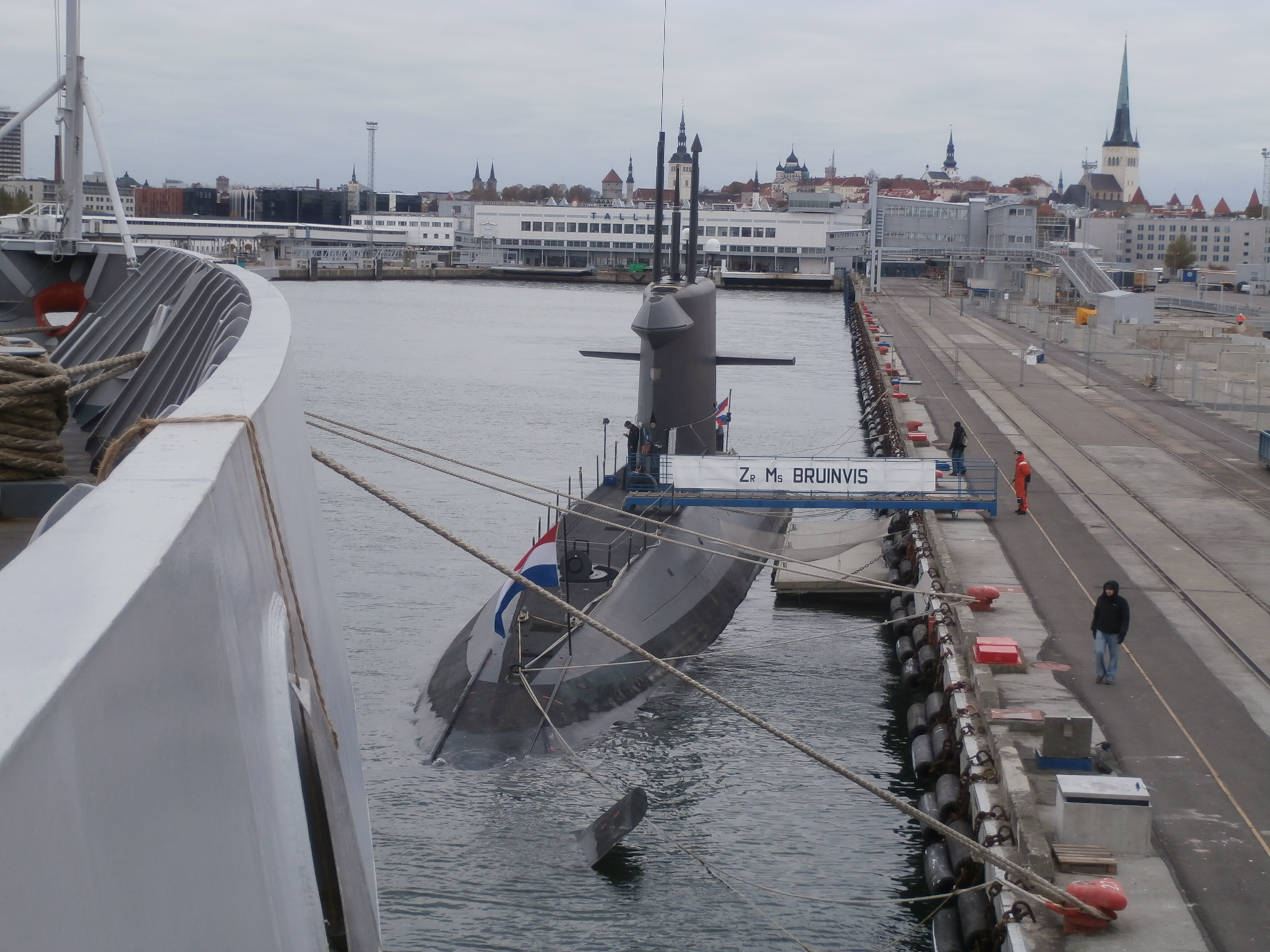
Zr. Ms. Bruinvis (S810)

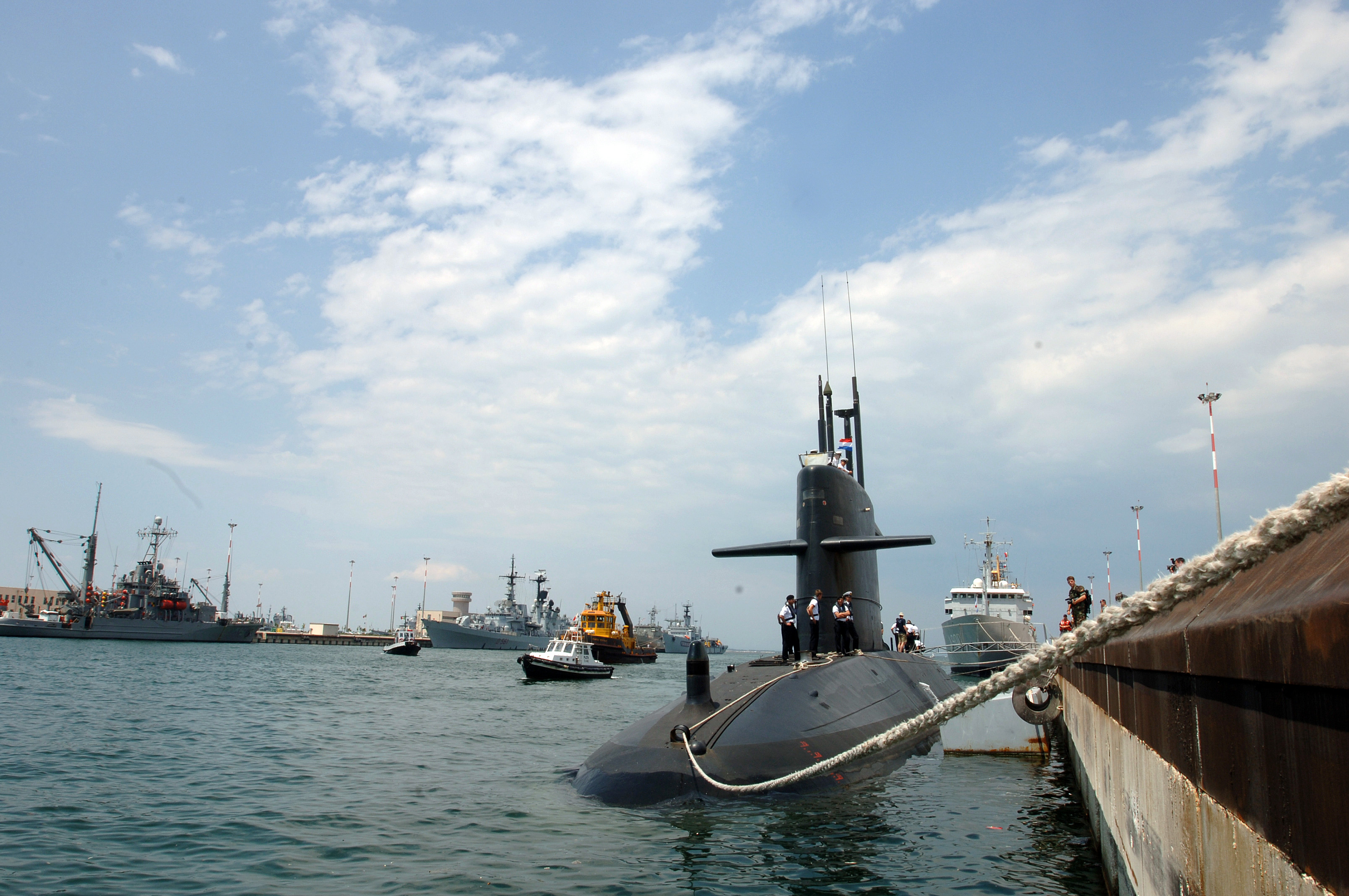
Zr. Ms. Dolfijn (S808)

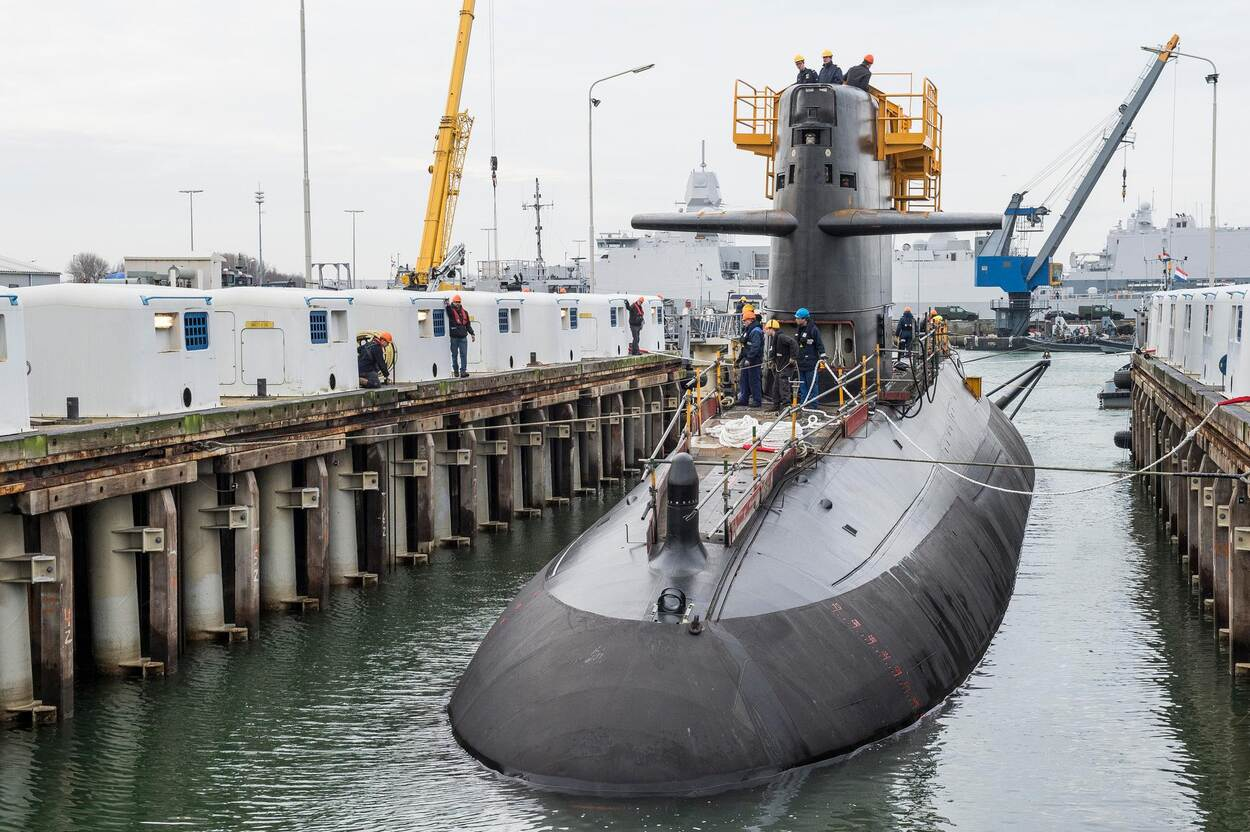
Zr. Ms. Zeeleeuw (S803)

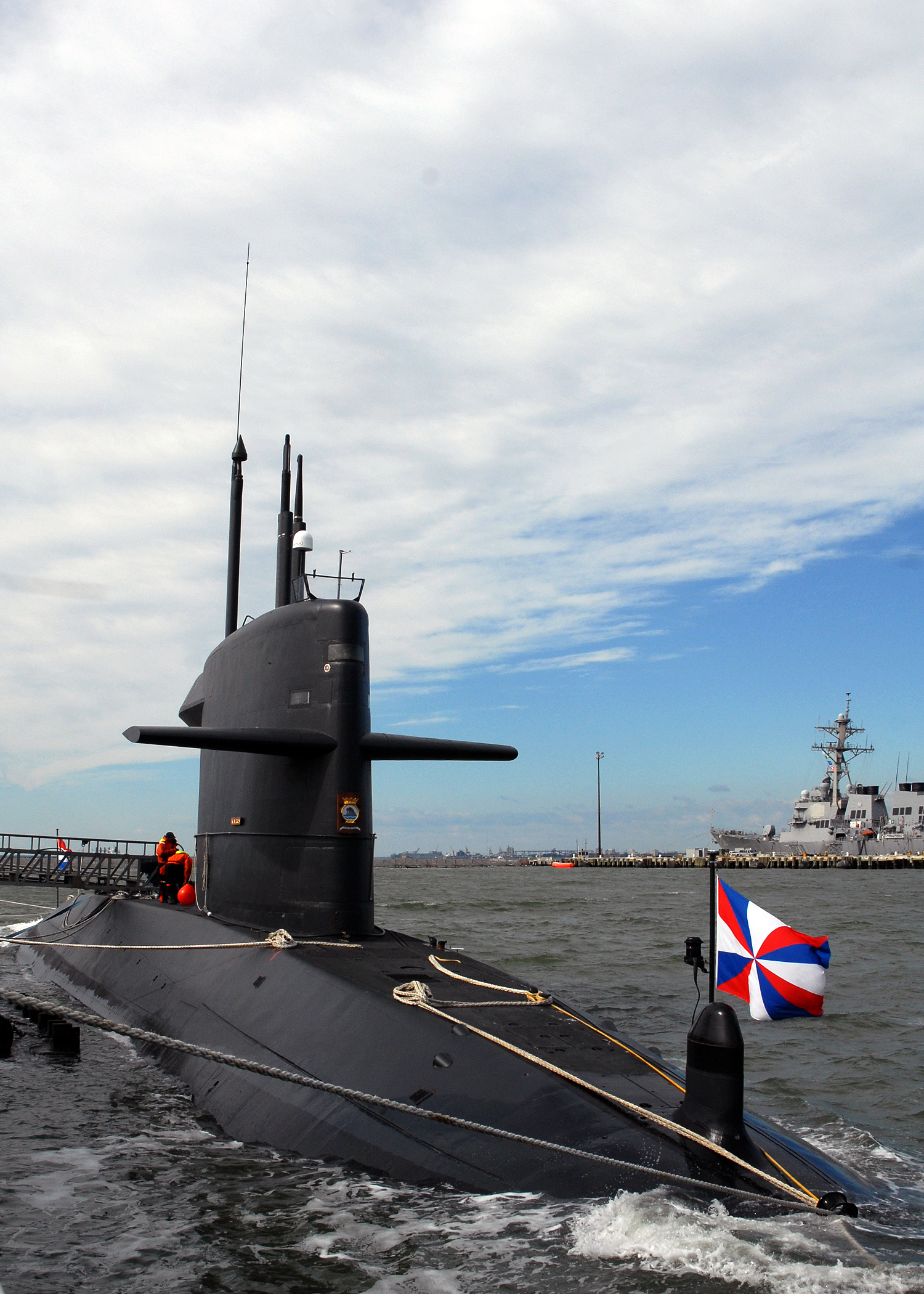
Zr. Ms. Walrus (S802)

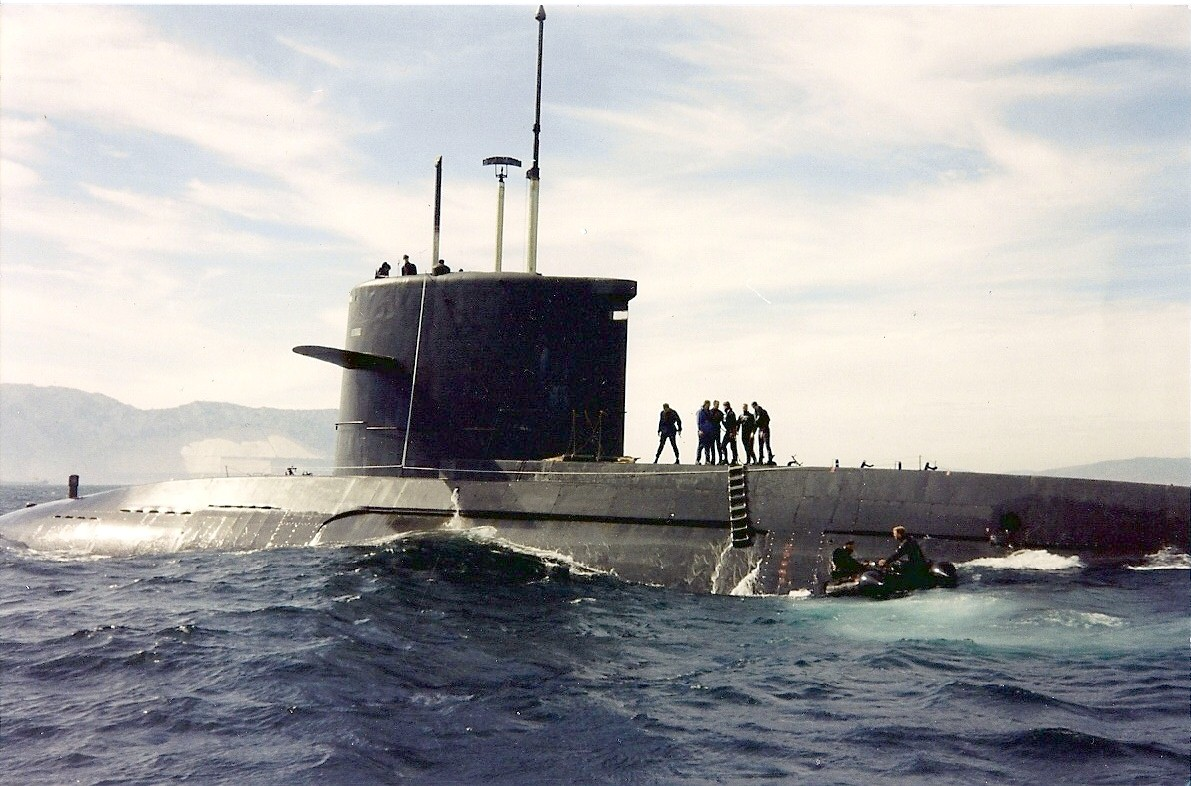
Zr. Ms. Zwaardvis (S806)

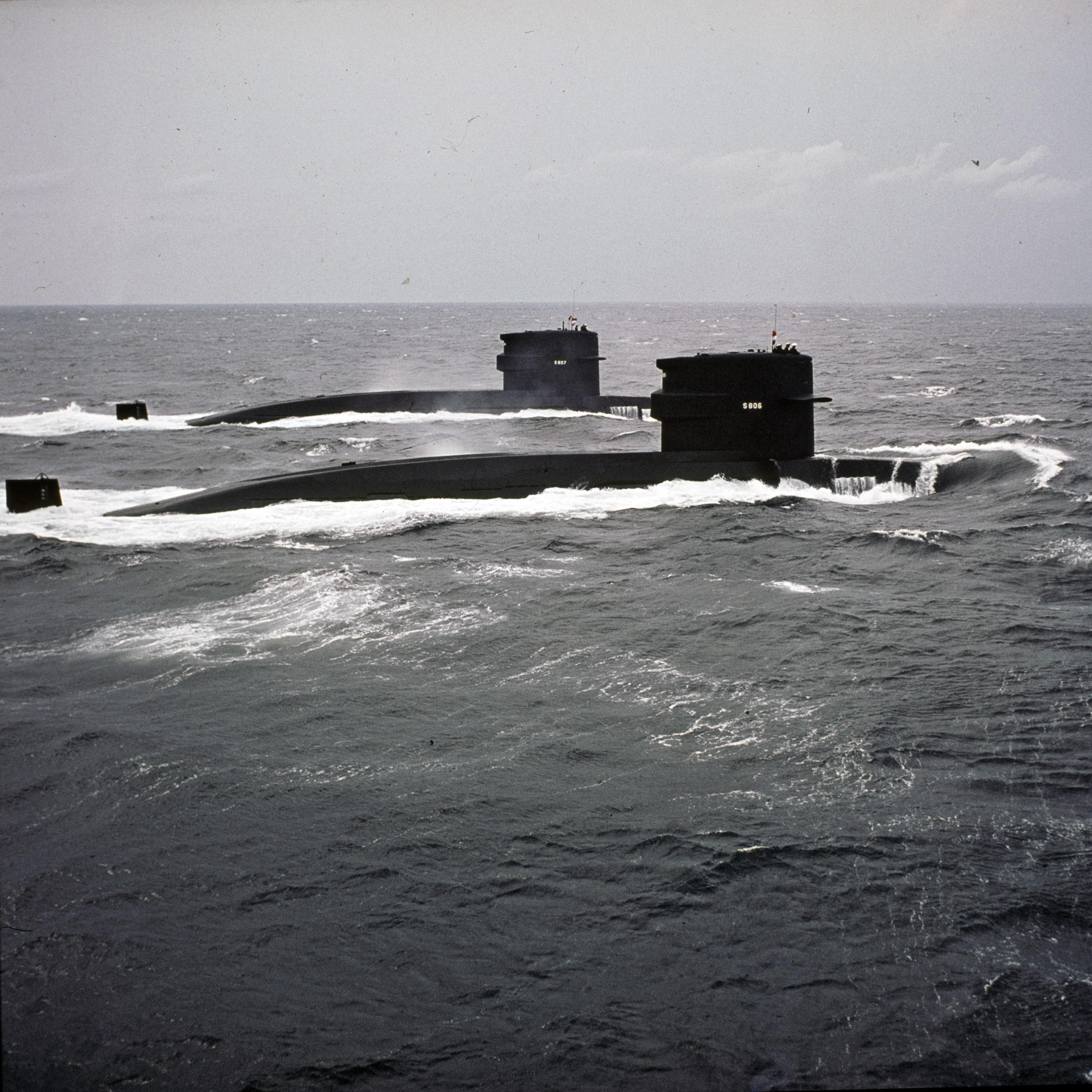
Zr. Ms. Tijgerhaai (S807) vzadu

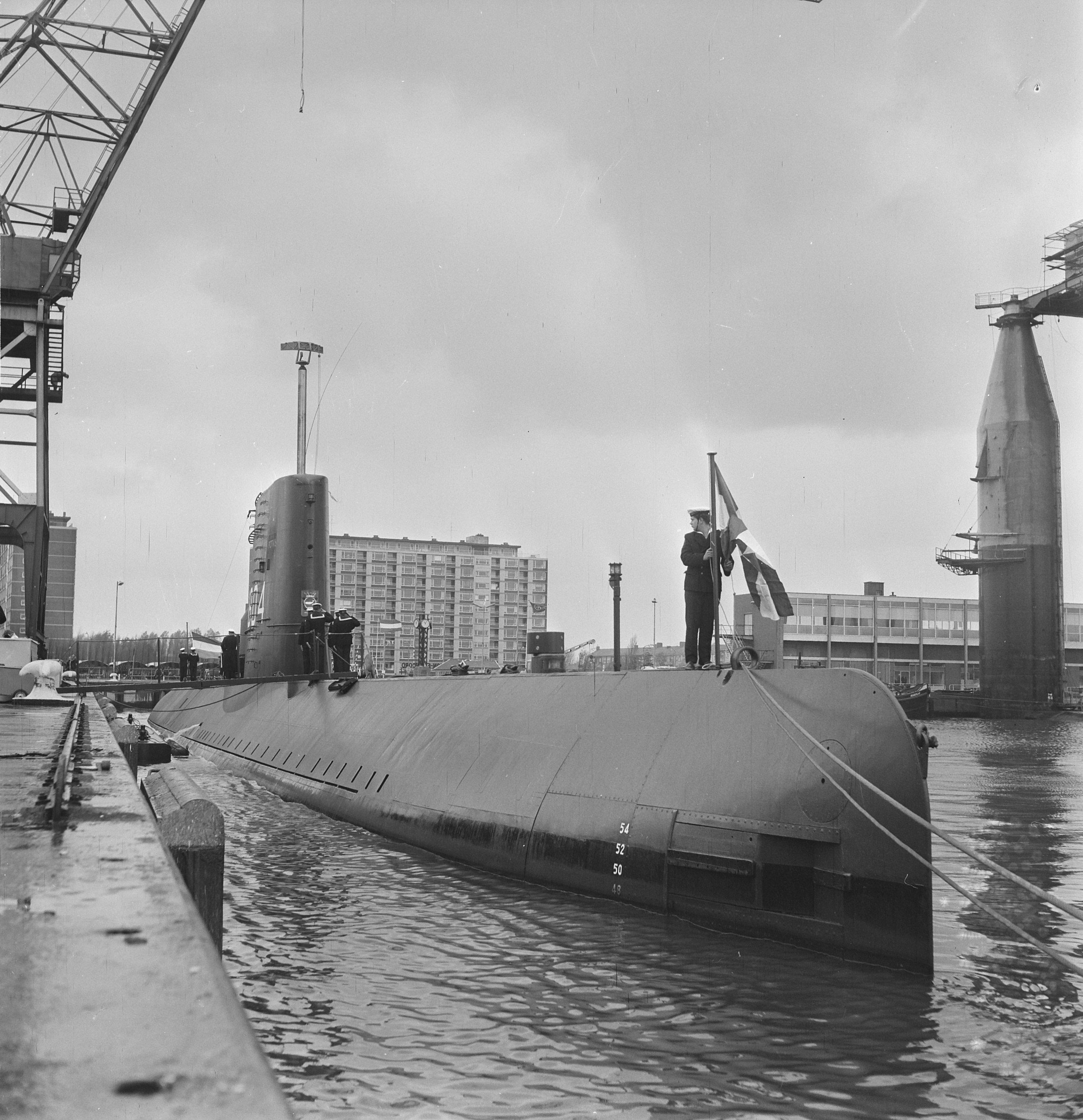
Zr. Ms. Potvis (S804)

Seznam nizozemských ponorek obsahuje ponorky, které sloužily nebo právě slouží u Nizozemského královského námořnictva.

## Seznam ponorek

### TřídaO-1
- O 1

### TřídaO-2
- O 2
- O 3
- O 4
- O 5

### TřídaO-6
- O 6

### TřídaO-7
- O 7

### TypUC I
- M-1

### TřídaH
- O 8

### TřídaO-9
- O 9
- O 10
- O 11

### TřídaO-12
- O 12
- O 13
- O 14
- O 15

### TřídaO-16
- O 16

### TřídaO 19
- O 19
- O 20

### TřídaO 21
- O 21
- O 22
- O 23
- O 24
- O 25
- O 26
- O 27

### TřídaK I
- K I

### TřídaK II
- K II

### TřídaK III
- K III
- K IV

### TřídaK V
- K V
- K VI
- K VII

### TřídaK VIII
- K VIII
- K IX
- K X

### TřídaK XI
- K XI
- K XII
- K XIII

### TřídaK XIV
- K XIV
- K XV
- K XVI
- K XVII
- K XVIII

### TřídaU
- Dolfijn

### TřídaS
- Zeehond

### TřídaT
- Zwaardvisch (P322)
- Tijgerhaai (P336)
- Dolfijn (P399)
- Zeehond (P335)

### TřídaBalao
- Walrus (S802)
- Zeeleeuw (S803)

### TřídaDolfijn
- Dolfjin (S-808)
- Zeehond (S-809)
- Potvis (S-804)
- Tonjin (S-805)

### Třída Zwaardvis
- Tijgerhaai (S807)
- Zwaardvis (S806)

### TřídaWalrus
- Walrus (S802)
- Zeeleeuw (S803)
- Dolfijn (S808)
- Bruinvis (S810)